# Serraca pseudopunctinalis
Serraca pseudopunctinalis là một loài bướm đêm trong họ Geometridae.